# Jicolapa
Jicolapa es una localidad mexicana perteneciente al municipio de Zacatlán, en el estado de Puebla. El pueblo es habitado por 3 151 personas, convirtiéndola en la tercera localidad de mayor tamaño dentro del municipio.

## Geografía
Jicolapa se encuentra a 2100 m s. n. m. El clima predominante es templado subhúmedo con lluvias en verano, la temperatura media anual es de 12 °C a 18 °C.

## Demografía
Desde que se han hecho conteos de población en la localidad, Jicolapa ha recibido la categoría política de Barrio. Entre 1990 y 2000 la localidad recibe un estatus de Indefinido debido a la constante fluctuación de población. A partir del censo del año 2000 se decide darle la categoría política de Pueblo, mismo que se acredita mediante un decreto el 26 de noviembre de 2001.
| Gráfica de evolución demográfica de Jicolapa entre 1921 y 2010 |
|                                                                |
| Instituto nacional de estadística y geografía (INEGI)          |

## El señor de Jicolapa
El señor de Jicolapa es el santo patrono de la localidad, cuya fiesta principal se realiza una semana antes del miércoles de ceniza. En el centro de la población existe una capilla dedicada a él, en la que se afirma ocurrió la aparición del Señor de Jicolapa en uno de sus muros.
Igualmente durante la fiesta se celebra el día martes especial en honor al santo patrono, en la cual se elige una reina de los festejos, múltiples eventos artísticos y recreativos.